# Жовкини
Жовкини (укр. Жовкині) — село во Владимирецкой поселковой общине Варашского района Ровненской области Украины.
До 2020 года входило во Владимирецкий район.
Население по переписи 2001 года составляло 905 человек. Почтовый индекс — 34363. Телефонный код — 3634. Код КОАТУУ — 5620883801.